# Cislajtanija
Cislajtanija (arh. Cislitvanija, njem. Cisleithanien) bio je neslužbeni naziv za austrijske zemlje u Austro-Ugarskoj (do 1915. Die im Reichsrat vertretenen Königreiche und Länder – Zemlje i kraljevine zastupane u Carevinskom vijeću, 1915. – 1918. Österreichische Länder – Austrijske zemlje). Nakon Austro-ugarske nagodbe 1867. zemlje s austrijske (lijeve) strane rijeke Litave (njem. Leitha), pogranične desne pritoke Dunava, neslužbeno se nazivaju Cislajtanija (zemlja s ove strane Lajte), a ugarske zemlje preko rijeke se nazivaju Translajtanija (zemlja preko Lajte).

## Zemlje
| Karta Austro-Ugarske | |
| \| - Cislajtanija \| \| \| 1. Bohemija 2. Bukovina 3. Koruška 4. Kranjska 5. Dalmacija 6. Galicija i Lodomerija 7. Austrijsko primorje 8. Donja Austrija \| 9. Moravska 10. Salzburg 11. Austrijska Šleska 12. Štajerska 13. Tirol 14. Gornja Austrija 15. Vorarlberg \| \| - Translajtanija \| \| \| 16. Ugarska sa Sedmogradskom (Erdeljem) \| 17. Hrvatska i Slavonija \| \| - austro-ugarski kondominij \| \| \| 18. Bosna i Hercegovina \| \| | |
| - Cislajtanija | |
| 1. Bohemija 2. Bukovina 3. Koruška 4. Kranjska 5. Dalmacija 6. Galicija i Lodomerija 7. Austrijsko primorje 8. Donja Austrija | 9. Moravska 10. Salzburg 11. Austrijska Šleska 12. Štajerska 13. Tirol 14. Gornja Austrija 15. Vorarlberg |
| - Translajtanija | |
| 16. Ugarska sa Sedmogradskom (Erdeljem) | 17. Hrvatska i Slavonija                                                                                  |
| - austro-ugarski kondominij | |
| 18. Bosna i Hercegovina | |